# Höheres Kommando
Een Höheres Kommando was in de Wehrmacht een eenheid die eigenlijk bezien kon worden als een legerkorps. 

## Achtergrond
Die Höheren Kommandos werden tijdens de Tweede Wereldoorlog na de Poolse Veldtocht opgericht in het kader van de leger-vergroting (Heeresvermehrung). Na de Poolse Veldtocht zouden totaal 13 nieuwe legerkorpsen opgesteld moeten worden. Maar hiervoor waren ook 13 korps-verbindingsbataljons (Korps-Nachrichten-Abteilungen) nodig. Hiervoor was noch het personeel, nog het materieel aanwezig. In plaats daarvan werden nu 8 zogenaamde "Höhere Kommandos" opgericht. Die hadden een zwak verbindingsbataljon of alleen maar een verbindingscompagnie en waren als Staf voor stelling-fronten of nevenfronten bedoeld. Ook was er vaak geen of slechts kleinere korps-artillerie of andere korps-troepen aanwezig.
De meeste van deze staven werden gevormd uit de tot nu toe bestaande Grenzschutz-Abschnitts-Kommandos. In het verdere verloop van de oorlog werden deze staven steeds meer als “normale” Legerkorpsen ingezet. Ook bleek dit concept met “kleinere” korps-troepeneenheden met name in de verdediging slecht te functioneren. Uiteindelijk werden de meeste Höheren Kommandos dan ook daadwerkelijk omgedoopt en/of heringedeeld.
In Duitse documentatie en op stafkaarten wordt deze eenheid vaak vermeld als H.Kdo.
Veel Höheren Kommandos waren zogenaamde H.Kdo. z.b.V. (= zur besonderen Verwendung = voor special inzet).

## Höheren Kommandos
De volgende Höheren Kommandos zijn tijdens de Tweede Wereldoorlog in actie geweest:
- Höheres Kommando z.b.V. XXXI
- Höheres Kommando z.b.V. XXXII
- Höheres Kommando z.b.V. XXXIII
- Höheres Kommando z.b.V. XXXIV
- Höheres Kommando z.b.V. XXXV
- Höheres Kommando z.b.V. XXXVI
- Höheres Kommando z.b.V. XXXVII
- Höheres Kommando z.b.V. XXXXV
- Höheres Kommando z.b.V. LIX
- Höheres Kommando z.b.V. LX
- Höheres Kommando z.b.V. LXV
- Höheres Kommando z.b.V. LXX
- Höheres Kommando z.b.V. LXXI
- Höheres Kommando B
- Höheres Kommando Eifel
- Höheres Kommando H
- Höheres Kommando Kopenhagen
- Höheres Kommando Niederrhein
- Höheres Kommando Oberrhein
- Höheres Kommando Saarpfalz
- Höheres Kommando Vogesen